# Liste der Monuments historiques in Chailly-en-Brie
Die Liste der Monuments historiques in Chailly-en-Brie führt die Monuments historiques in der französischen Gemeinde Chailly-en-Brie auf.

## Liste der Bauwerke
| Bezeichnung      | Beschreibung | Standort                     | Kennzeichnung | Schutzstatus | Datum | Bild           |
| ---------------- | ------------ | ---------------------------- | ------------- | ------------ | ----- | -------------- |
| Kirche St-Médard |              | 2–6, Rue Saint-Médard (Lage) | PA00086851    | Inscrit      | 1930  | weitere Bilder |

## Liste der Objekte

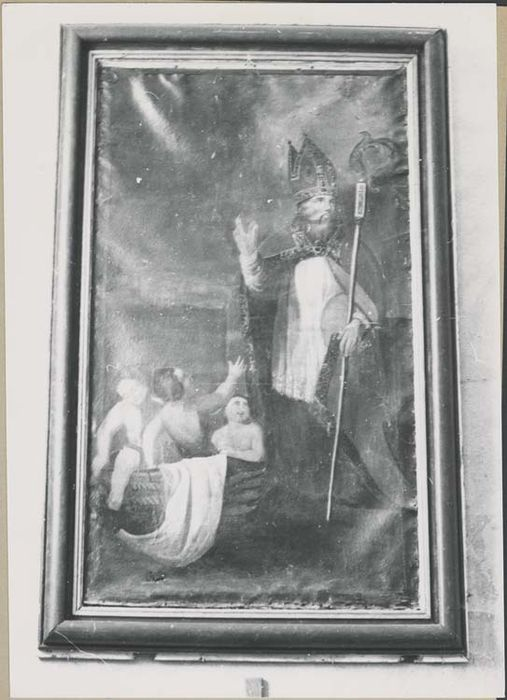
Ölgemälde Heiliger Nikolaus aus dem 19. Jahrhundert in der Kirche St-Médard

- Monuments historiques (Objekte) in Chailly-en-Brie in der Base Palissy des französischen Kultusministeriums